# Ruteni
Ruteni (ukr. Русини) je srednjovjekovni latinski naziv za Ukrajince formiran na prijelazu s 12. na 13. stoljeće. Istim imenom su bilježeni i Bjelorusi koji su to ime službeno prihvatili u sklopu Velike kneževine Litve, Rusi i Samogitije. 
Slavenizirana forma naziva Ruteni je Rusini. Naziv su zadržali zapadni Ukrajinci (njih oko 7 milijuna) u Galiciji, Bukovini i Zakaraptju sve do 20. stoljeća. Oko 55.000 deklariranih Rusina u svijetu danas se smatra zasebnom nacijom, drugačijom od ukrajinske.

## Vanjske poveznice
- Enciklopedija Ukrajine: Ruthenians - A historic name for Ukrainians corresponding to the Ukrainian rusyny.
- Enciklopedija Ukrajine: Old Ruthenians (starorusyny or sviatoiurtsi).